# هایاتو یانو
هایاتو یانو (انگلیسی: Hayato Yano؛ زادهٔ ۲۹ اکتبر ۱۹۸۰) بازیکن فوتبال اهل ژاپن است.
از باشگاه‌هایی که در آن بازی کرده‌است می‌توان به باشگاه فوتبال توکیو وردی اشاره کرد.